# Кларк Гејбл
Вилијам Кларк Гејбл (енгл. William Clark Gable) био је амерички филмски глумац, рођен 1. фебруара 1901. године у Кадизу (Охајо), а преминуо 16. новембра 1960. године у Лос Анђелесу (Калифорнија). Године 1928. дебитовао је на Бродвеју. У Холивуд је отишао 1930. године. МГМ га је прво одбио а потом примио и већ прве године почео је да игра главне романтичне улоге. Прославио се филмом Догодило се једне ноћи за који је добио Оскара 1934. године. Његов безбрижни шарм и посебна мужевност допадали су се и мушкарцима и женама. Постао је познат као Краљ. Из седамдесетак филмова које је снимио издвајају се Побуна на броду Баунти (1935), Сан Франциско (1936), Саратога (1937). Најпознатији филм му је класик Прохујало с вихором (1939). Након смрти његове треће супруге, Керол Ломбард, разочарао се у филмску индустрију. Затим је ступио у Ратно ваздухопловство САД. Учествовао је у ратним бомбардерским мисијама за шта је одликован Летачким крстом и Ваздухопловном медаљом. После рата вратио се у Холивуд и глумио у филмовима Ситничари (1947), Могамбо (1953) и Неприлагођени (1961).
Рођен и одрастао у Охају, Гејбл је отпутовао у Холивуд где је започео своју филмску каријеру као статиста у немим филмовима између 1924. и 1926. Напредовао је до споредних улога за Метро-Голдвин-Маиер, и своју прву главну улогу у Dance, Fools, Dance (1931) имао је поред Џоан Крофорд, која га је затражила за ту улогу. Његова улога у романтичној драми Црвена прашина (1932) са владајућим секс симболом Џин Харлоу, учинила га је највећом мушком звездом МГМ-а. Гејбл је освојио Оскара за најбољег глумца за романтичну комедију Френка Капре Догодило се једне ноћи (1934), у којој је глумила Клодет Колбер. Поново је номинован за награду за улоге Флечера Кристијана у Mutiny on the Bounty (1935) и Рета Батлера поред Скарлет О’Харе Вивијен Ли у филму Прохујало са вихором (1939). Имао је континуирани комерцијални и критичарски успех са Менхетн мелодрамом (1934), Сан Франциском (1936), Саратогoм (1937), Тест Пилотом (1938) и Boom Town (1940), од којих је три глумио са Спенсером Трејси.
Гејбл је провео две године као ваздушни сниматељ и бомбардер у Европи током Другог светског рата. Иако филмови у којима се појавио након свог повратка нису били хваљени од стране критике, били су успешни на благајнама. Доживео је критичко препород са The Hucksters (1947), Homecoming (1948), и Mogambo (1953), у којима је такође учествовала почесница Грејс Кели. Касније је глумио у вестернима и филмовима о рату, као што је Run Silent, Run Deep (1958) са Бертом Ланкастером, те у комедијама и драмама које су га упариле са новом генерацијом водећих дама, као што је Дорис Деј у Teacher's Pet (1958), Софија Лорен у It Started in Naples (1960) и Мерилин Монро у The Misfits (1961).
Гејбл је био један од најконзистентнијих извођача на благајнама у историји Холивуда, појавио се у годишњој анкети „Првих десет звезда по профитабилности" у Квигли издавачкој кући шеснаест пута. Амерички филмски институт прогласио га је за седму највећу мушку филмску звезду класичне америчке кинематографије. Он је радио се поред многих најпопуларнијих глумица свог времена. Џоан Крофорд је била његова омиљена глумица са којом је радио, и са њом је био партнер у осам филмова. Мирна Лој је са њим радила седам пута, и био је у пару са Џин Харлоу у шест продукција. Такође је глумио са Ланом Тарнер у четири филма, а у по три са Нормом Ширер и Авом Гарднер.

## Живот и каријера

### 1901–1919: Рани живот
Вилијам Кларк Гејбл је рођен 1. фебруара 1901. у Кадизу, Охајо, од Вилијема Хенрија „Вила“ Гејбла (1870–1948), бушача нафтних бушотина, и његове супруге Аделине (девојачки Хершелман). Његов отац је био протестант, а мајка католкиња. Гејбл је добио име Вилијам по свом оцу, али су га скоро увек звали Кларк, а отац га је називао „дететом“.‍:1 Због докторовог нечитљивог рукописа, грешком је наведен као мушко и женско у списку окружног регистра; службеник је касније исправио у мушко. Имао је белгијско и немачко порекло. Гејбл је имао шест месеци када је крштен у римокатоличкој цркви у Денисону, Охајо. Када је имао десет месеци, умрла му је мајка. Отац је одбио да га одгаја у католичкој вери, што је изазвало критике породице Хершелман. Спор је решен када је његов отац пристао да му дозволи да проведе време са својим ујаком по мајци Чарлсом Хершелманом и његовом женом на њиховој фарми у граду Вернон у Пенсилванији. У априлу 1903, Гејблов отац је оженио Џени Данлап (1874–1920).

## Филмографија
| Улоге Кларка Гејбла |                        |               |                                                |          |
| Година              | Српски назив           | Изворни назив | Улога                                          | Напомена |
| 1924.               |                        |               | Lady Andrea's Broer                            |          |
| 1924.               |                        |               | Soldaat in Czarina's guard                     |          |
| 1925.               |                        |               |                                                |          |
| 1925.               |                        |               | Extra                                          |          |
| 1925.               |                        |               | Bit Role                                       |          |
| 1925.               |                        |               | Bit Role                                       |          |
| 1925.               |                        |               | Ballroom dancing extra                         |          |
| 1925.               |                        |               | Atleet                                         |          |
| 1925.               | Норт Стар              |               | Archie West                                    |          |
| 1925.               |                        |               | Extra                                          |          |
| 1926.               |                        |               | Extra                                          |          |
| 1926.               |                        |               | Extra                                          |          |
| 1931.               | Обојена пустиња        |               | Rance Brett                                    |          |
| 1931.               | Најлакши начин         |               | Nick Feliki, Laundryman                        |          |
| 1931.               |                        |               | Jake Luva                                      |          |
| 1931.               |                        |               | Louis J. Blanco                                |          |
| 1931.               | Тајних шест            |               | Carl Luckner                                   |          |
| 1931.               |                        |               | Carl Loomis                                    |          |
| 1931.               |                        |               | Ace Wilfong, Gangster Defendant                |          |
| 1931.               | Ноћна болничарка       |               | Nick, de Chauffeur                             |          |
| 1931.               |                        |               | Warren 'Rid' Riddell                           |          |
| 1931.               |                        |               | Rodney Spencer                                 |          |
| 1931.               |                        |               | Mark Whitney                                   |          |
| 1931.               |                        |               | CPO Steve Nelson                               |          |
| 1932.               |                        |               | Reverend John Hartley                          |          |
| 1932.               |                        |               | Dennis Carson                                  |          |
| 1932.               |                        |               | Babe Stewart                                   |          |
| 1932.               |                        |               | Dr. Ned Darrell                                |          |
| 1933.               |                        |               | Giovanni Severi                                |          |
| 1933.               |                        |               | Eddie Hall                                     |          |
| 1933.               |                        |               | Jules                                          |          |
| 1933.               |                        |               | Patch Gallagher                                |          |
| 1934.               | Догодило се једне ноћи |               | Peter Warne                                    |          |
| 1934.               |                        |               | Dr. George Ferguson                            |          |
| 1934.               |                        |               | Edward J. 'Blackie' Gallagher                  |          |
| 1934.               |                        |               | Michael 'Mike' Bradley                         |          |
| 1934.               |                        |               | Jeffrey 'Jeff'/'Jeffy' Williams                |          |
| 1935.               |                        |               | James 'Jim' Branch                             |          |
| 1935.               |                        |               | Captain Alan Gaskell                           |          |
| 1935.               |                        |               | Jack Thornton                                  |          |
| 1935.               | Побуна на броду Баунти |               | Lt. Fletcher Christian                         |          |
| 1936.               |                        |               | Van 'V.S.'/'Jake' Stanhope                     |          |
| 1936.               |                        |               | Blackie Norton                                 |          |
| 1936.               |                        |               | Larry Cain                                     |          |
| 1936.               |                        |               | Michael 'Mike' Anthony                         |          |
| 1937.               |                        |               | Charles Stewart Parnell                        |          |
| 1937.               | Саратога               |               | Duke Bradley                                   |          |
| 1938.               |                        |               | Jim Lane                                       |          |
| 1938.               |                        |               | Christopher 'Chris' Hunter                     |          |
| 1939.               |                        |               | Harry Van                                      |          |
| 1939.               | Прохујало са вихором   |               | Рет Батлер                                     |          |
| 1940.               |                        |               | André Verne                                    |          |
| 1940.               | Петролеј               |               | одрасли Џон Макмастерс                         |          |
| 1940.               |                        |               | McKinley B. 'Mac' Thompson                     |          |
| 1941.               |                        |               | Gerald Meldrick                                |          |
| 1941.               |                        |               | 'Candy' Johnson                                |          |
| 1942.               |                        |               | Jonathon 'Jonny' Davis                         |          |
| 1945.               |                        |               | Harry Patterson                                |          |
| 1947.               | Пропагандисти          |               | Виктор Алби Норман                             |          |
| 1948.               |                        |               | Col. Ulysses Delby 'Lee' Johnson (Dr. Johnson) |          |
| 1948.               | Одлука команде         |               | Brig. Gen. K.C. 'Casey' Dennis                 |          |
| 1949.               |                        |               | Charley Enley Kyng                             |          |
| 1950.               |                        |               | Steve Fisk                                     |          |
| 1950.               |                        |               | Mike Brannan                                   |          |
| 1951.               | Преко широког Мисурија |               | Flint Mitchell                                 |          |
| 1952.               |                        |               | Devereaux Burke                                |          |
| 1953.               |                        |               | Philip Sutherland                              |          |
| 1953.               | Могамбо                |               | Victor Marswell                                |          |
| 1954.               |                        |               | Col. Pieter Deventer                           |          |
| 1955.               |                        |               | Hank Lee                                       |          |
| 1955.               |                        |               | Colonel Ben Allison                            |          |
| 1956.               |                        |               | Dan Kehoe                                      |          |
| 1957.               |                        |               | Hamish Bond                                    |          |
| 1958.               |                        |               | Cmdr. 'Rich' Richardson                        |          |
| 1958.               |                        |               | James Gannon/James Gallangher                  |          |
| 1959.               |                        |               | Russell 'Russ' Ward                            |          |
| 1960.               |                        |               | Michael Hamilton                               |          |
| 1961.               |                        |               | Gay Langland                                   |          |